# Palnatokesvej Station
Palnatokesvej Station er en letbanestation på Odense Letbane, beliggende på Nyborgvej ved krydset med Palnatokesvej og Reventlowsvej i Odense. Stationen åbnede sammen med letbanen 28. maj 2022.
Letbanen ligger i en græsbelægning midt på Nyborgvej. Stationen ligger lidt vest for krydset og består af to spor med hver sin sideliggende perron med adgang via et fodgængerfelt. Placeringen og udformningen er begrænset af, at det er et af de smalleste steder langs letbanen. Det havde blandt andet været tanken at anlægge stationen øst for krydset, men her er der mere trafik til og fra Palnatokesvej og Reventlowsvej. Der var også lagt op til at rive ejendomme ned ved krydset, men det ønskede Odense Kommune ikke af hensyn til beboerne og økonomien. Stationen kom så i stedet til at ligge lidt længere mod vest og med lidt smallere perroner og fortove end ellers. Desuden blev et stykke cykelsti sløjfet til fordel for bredere vejbaner, hvor hastigheden til gengæld er nedsat til 40 km/t.
Omgivelserne udgøres af en række nyere etageejendomme og nogle ældre villaer og lave huse. Desuden ligger Frederiksbroen Plejecenter i området nord for stationen.
Palatnokesvej
| Foregående station               |  | Odense Letbane                       |  | Efterfølgende station     |
| -------------------------------- |  | ------------------------------------ |  | ------------------------- |
| Benedikts Plads mod Tarup Center |  | Tarup Center - Hjallese fra maj 2022 |  | Østerbæksvej mod Hjallese |